# Шефинска острва
Шефинска острва (порт. Ilha de Xefina) малени је архипелаг кога чине три острва смештена у пространом естуару реке Инкомати у северном делу Мапутског залива Индијског окена, на крајњем југу Мозамбика.
Архипелаг чине три острва површине око 15 km² − Шефина гранде (порт. Xefina Grande), Шефина пекена (порт. Xefina Pequena) и Шефина до мејо (порт. Xefina do Meio). Настала су од наносног материјала који је река Инкомати таложила на свом ушћу. Највеће је острво Шефина пекена које се налази на самом ушћу Инкоматија, доста је ниско, замочварено и обрасло вегетацијом мангрова. Острво Шефина гранде има површину од око 6,2 km², налази се на око 5 km источно од Мапута и такође је ниско и обрасло мангровима. Најдоминантније биљне врсте су Avicennia marina и Rhizophora mucronata.